# ReThink

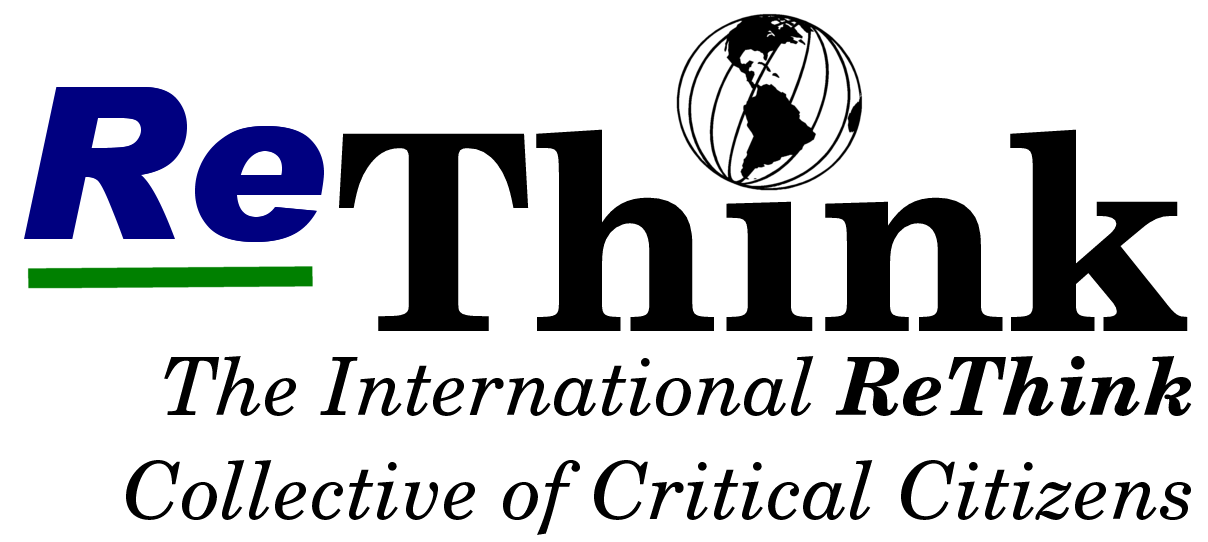
ReThink-logo

ReThink (of voluit: The International ReThink Collective of Critical Citizens) is een collectief van mensen uit Nederlands Zuid-Limburg die op een vreedzame en inhoudelijke manier de kritische kanten van het neoliberalisme en de huidige globaliseringstrend willen belichten.
ReThink is ontstaan na het uiteenvallen van het gelegenheidscollectief Enmasse. Ze onderhoudt banden met verschillende lokale en nationale groeperingen en partijen.
De eerste activiteit van ReThink was het ReThink €urope-festival dat parallel aan de EU-top over concurrentiepositie in juli 2004 in Maastricht plaatsvond. Middels lezingen, debatten, filmvoorstellingen, muziek en beeldende kunsten wilde ReThink op een informatieve en culturele manier de schaduwzijden van de top belichten.